# Історія Кірибаті
Кірибаті — держава, що лежить в Океанії. Частково належить до Мікронезії, частково до Полінезії.

## Рання історія
Перші мешканці з'явились на островах в 10 — 13 ст. Мікронезійці заселили західні острови, тоді як полінезійці східні. Португальський мореплавець на іспанській службі Педро де Кірос (Педру ді Кейруш) відкрив атол Бутаритарі у 1606 р. Першим європейцем, що побував на островах, був британець Джон Байрон, котрий ступив на о. Нікунау 2 липня 1765 р. Найбільшу групу островів було названо островами Гілберта на честь британського капітана Дж. Гілберта, який побував на них 1788 р. Це зробив російський вчений-гідрограф А. І. Крузенштерн у 1820-х роках. До речі, назва країни місцевою мовою означає саме Гілберт.

## Колоніяльний період
Із 1837 р. острови почали заселяти європейські мисливці, які добували сперму китів. У 1857 на островах розпочали свою діяльність американські протестанти, у 1870 — представники Лондонського місіонерського товариства, у 1888 — французькі католики. Велика Британія оголосила острови Гілберта й сусідні острови Елліс протекторатом 9-16 жовтня 1892 р. 12 січня 1916 їм було надано статус колонії. Острів Банаба (Ошен), багатий на поклади фосфоритів, британці анексували 26 вересня 1901 р.
У грудні 1941 р. острови Гілберта захопили японські війська. В листопаді 1943 США висадили свій десант на атол Тарава, відбулись жорстокі бої, японців вигнано 23 листопада того ж року. У 1957 р. В. Британія поблизу атола Різдва провела випробування водневої бомби. У 1974 р. мешканці островів Елліс проголосували за вихід з колонії та 1 жовтня 1975 відокремились під назвою Тувалу. Острови Гілберта отримали внутрішнє самоуправління 1 листопада 1976 р.

## Незалежність
12 липня 1979 р. острови Гілберта разом з деякими іншими стали незалежною державою, тоді ж прийняли чинну конституцію. 20 вересня того ж року США визнали острови Кантон і Ендербері територією Кірибаті (раніше вони висували свої права на володіння цими територіями). Першим президентом країни став І. Табваї (1979—1982 і 1983—1991 рр.). Його заступив Т. Теанакі (1991—1994). З 1 жовтня 1994 президентом був Тебуроро Тіто. На президентських виборах 25 лютого  2003 р. його переобрали на новий термін. Але вже у березні парламент висловив йому недовіру. З 10 липня 2003 президент — Аноте Тонг. Напередодні святкування початку 3-го тис. острів Каролайн (з групи островів Лайн) перейменували на Мілленіум.